# Непальская рабоче-крестьянская партия
Непальская рабоче-крестьянская партия (Партия рабочих и крестьян Непала, непальск. नेपाल मजदुर किसान पार्टी, сокращенно नेमकिपा, Nepal Majdoor Kisan Party) — одна из коммунистических политических партий в Непале. Была основана 23 января 1975 года Нараяном Маном Биджукчхе (р. 1939), под нынешним названием — с 1991 года. Электоральная база партии располагается в Бхактапуре

## История

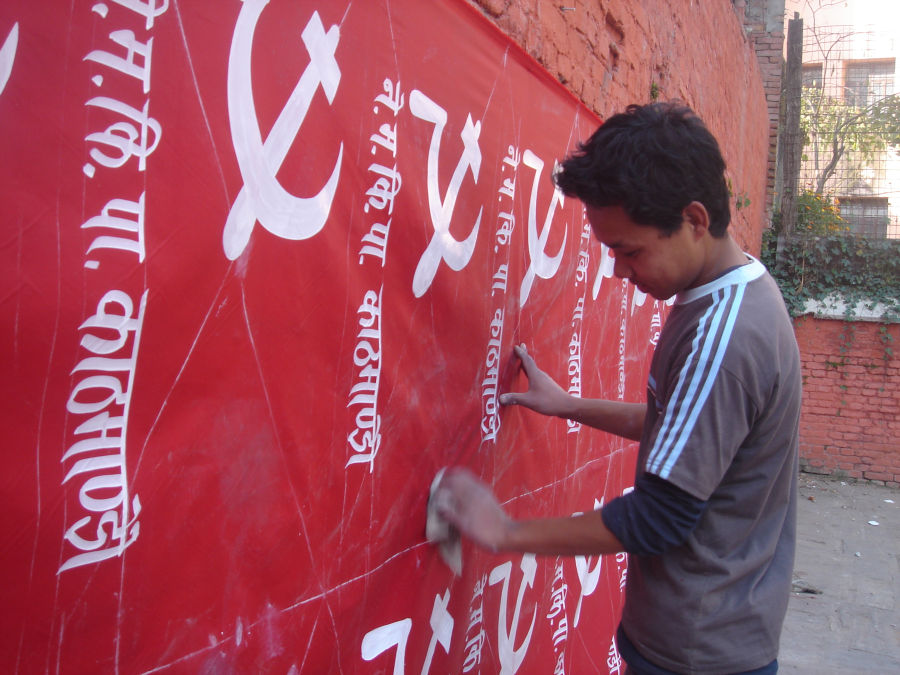
Установка плакатов Непальской рабоче-крестьянской партии на хити (фонтане) в Тамель

Непальская рабоче-крестьянская партия была основана под названием Непальская рабоче-крестьянская организация 23 января 1975 года
НРКО откололась от Коммунистической партии Непала (Пушпа Лал) в знак протеста против поддержки лидером последней Пушпой Лал Шрестхой индийской интервенции в Восточный Пакистан, приведшей к победе войны за независимость Бангладеш. Наряду с ней откололись Пролетарская революционная организация, Непал, и Рабоче-крестьянский союз борьбы.
В 1981 году НРКО раскололась на две отдельных партии. Одну из них возглавил Харерам Шарма (её часть во главе с Д. П. Сингхом затем вошла в Коммунистическую партию Непала (марксистско-ленинскую)), другую — Нараян Ман Биджукчхе. Последняя и стала Непальской рабоче-крестьянской партией
Четыре десятилетия своего существования партия Биджукчхе совмещала маоистскую идеологию и преимущественно легальные средства борьбы. Она вошла в Объединённый левый фронт и принимала участие в Народном движении (Джана Андолан) 1990 года. Участвовала в формировании Объединённого народного фронта (Самъюкта Джанаморха Непал), но вышла незадолго до выборов 1991 года. В итоге, группа изменила свое название на Непальскую рабоче-крестьянскую партию и участвовала в выборах отдельно. Она выдвинула 30 кандидатов, из которых были избраны двое. Партия получили в общей сложности 91,335 голосов (1,25 %). На местных выборах 1992 года партия сформировала альянс с рядом коммунистических организаций.
НРКП была участником «Альянса семи партий», возглавившего Народное движение (Джана Андолан) 2006 года, и принимала активное участие в акциях протеста против репрессий в Непале. После восстановления демократического строя, партия решила не входить в правительство, но осталась в «Альянсе семи партий», который позже расширился до восьми.
Партия участвовала в выборах 2008 года и получила четыре места в Учредительном собрании. Такое же количество депутатов сохранилось на выборах в Учредительное собрание 2013 года. Партия голосовала за кандидатуру Кхадга Прасада Шармы Оли на должность премьер-министра 12 октября 2015 года.
На местных выборах 2017 года партия получила 99 мест в местном самоуправлении, а её кандидат Сунил Праджапати был избран мэром муниципалитета Бхактапур. На парламентских выборах 2017 года она завоевала одно место в Палате представителей и два места в Собрании провинции № 2.
После поездки в КНДР партийный лидер Нараян Ман Биджукчхе объявил, что в Бхактапуре будут воплощаться принципы чучхе, объявленной идеологией НРКП. Соответственно, партия подчёркивает свои цели политической независимости и экономической самодостаточности, а Индию провозглашает препятствующей им империалистической силой. В партийной штаб-квартире в Бхактапуре размещены портреты семейства Кимов.